# ديفيد هاغرتي
ديفيد هاغرتي (بالإنجليزية: David Haggerty)‏ هو لاعب كرة قدم بريطاني، ولد في 23 مارس 1991 في شفيلد في المملكة المتحدة. لعب مع نادي روذرهام يونايتد ونادي شيفيلد.

## وصلات خارجية
- ديفيد هاغرتي على موقع قاعدة بيانات كرة القدم.إي يو (الإنجليزية)
- ديفيد هاغرتي على موقع Soccerway.com (الإنجليزية)